# Euseby Isham
Euseby Isham, (6 novembre 1697 - 17 juin 1755) est un administrateur universitaire anglais de l’Université d'Oxford.

## Biographie
Isham est probablement né à Lamport Hall, dans le Northamptonshire, de Justinian Isham (4e baronnet) (1658-1730) de Lamport et de son épouse Elizabeth Turnor (1666-1713). Son père et ses deux frères aînés sont successivement les 4e, 5e et 6e baronnets. Il fait ses études au Balliol College, à Oxford en 1716, où il obtient un baccalauréat ès arts en 1718, puis en 1721 une maîtrise ès arts et en 1733 un doctorat en théologie au Lincoln College, à Oxford. Entré dans les ordres sacrés alors qu'il se trouve à Oxford, il devient recteur en 1729 à Lamport et est élu en 1731 recteur du Lincoln College, poste qu'il occupe jusqu'en 1755. De 1744 à 1747, il est également vice-chancelier de l'Université d'Oxford,. Il est mort dans le Northamptonshire et y est enterré dans l'église paroissiale de Lamport.
Il se marie le 1er mai 1739 à Brockhall, dans le Northamptonshire, à Elizabeth Panting (1717-1808), fille de Matthew Panting, maître du collège Pembroke à Oxford. Ils ont quatre enfants, dont Justinian Isham (7e baronnet) (1740-1818), qui devient le 7e baronnet de Lamport, et Edmund Isham (1747-1817), qui devient le directeur du All Souls College, Oxford . Un tableau d'Euseby Isham, d'un artiste inconnu, est exposé à Lamport Hall.